# Jamtsarangiyn Sambuu
Jamtsarangiyn Sambuu fue presidente de Mongolia, del periodo de 7 de julio de 1954 a su fecha de terminación en 20 de mayo de 1972. Este presidente fue elegido mediante el partido Partido Revolucionario Popular.
Fue el noveno presidente de Mongolia.